# Monte Rudo

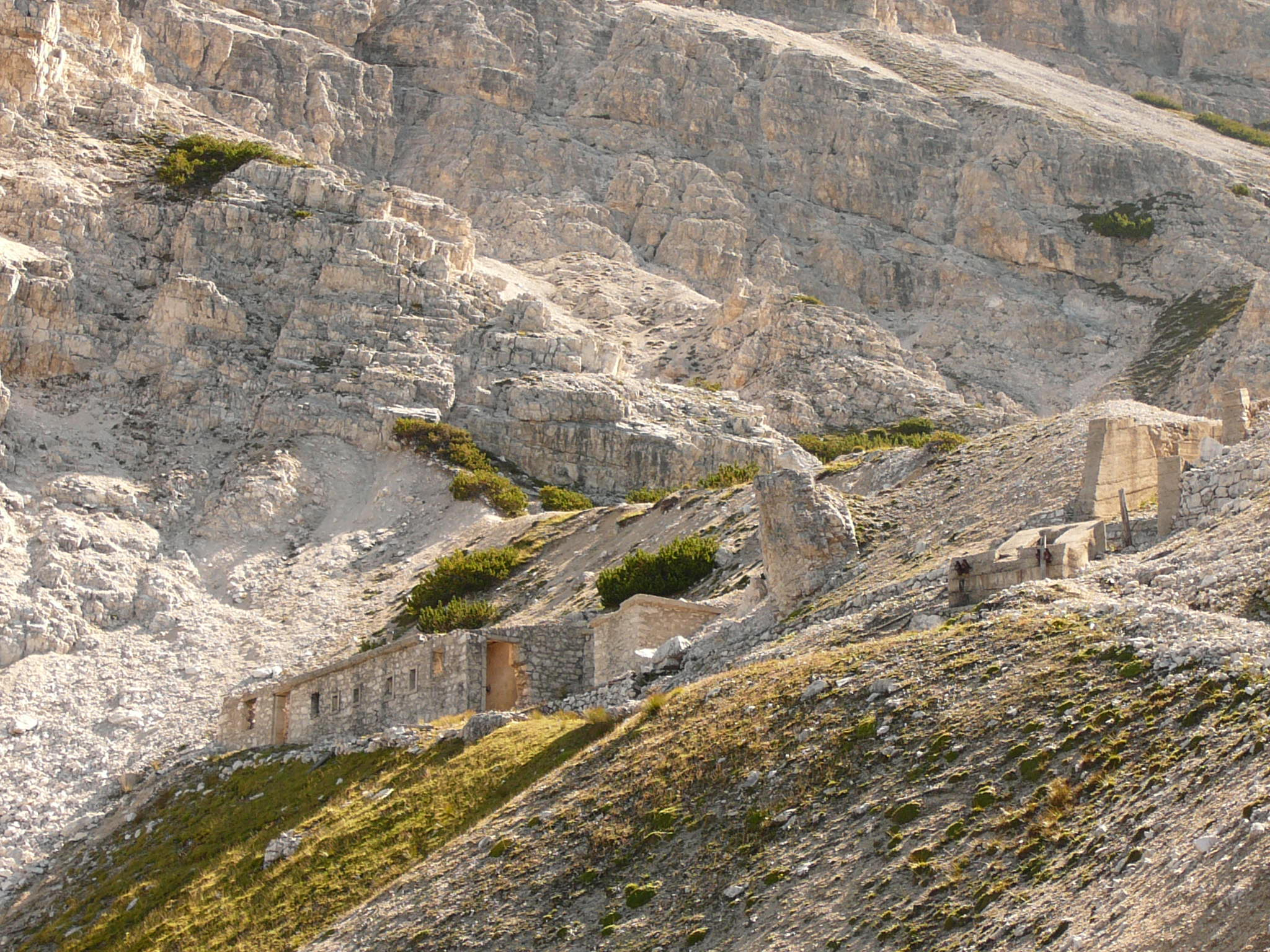
La prima casermetta che si incontra

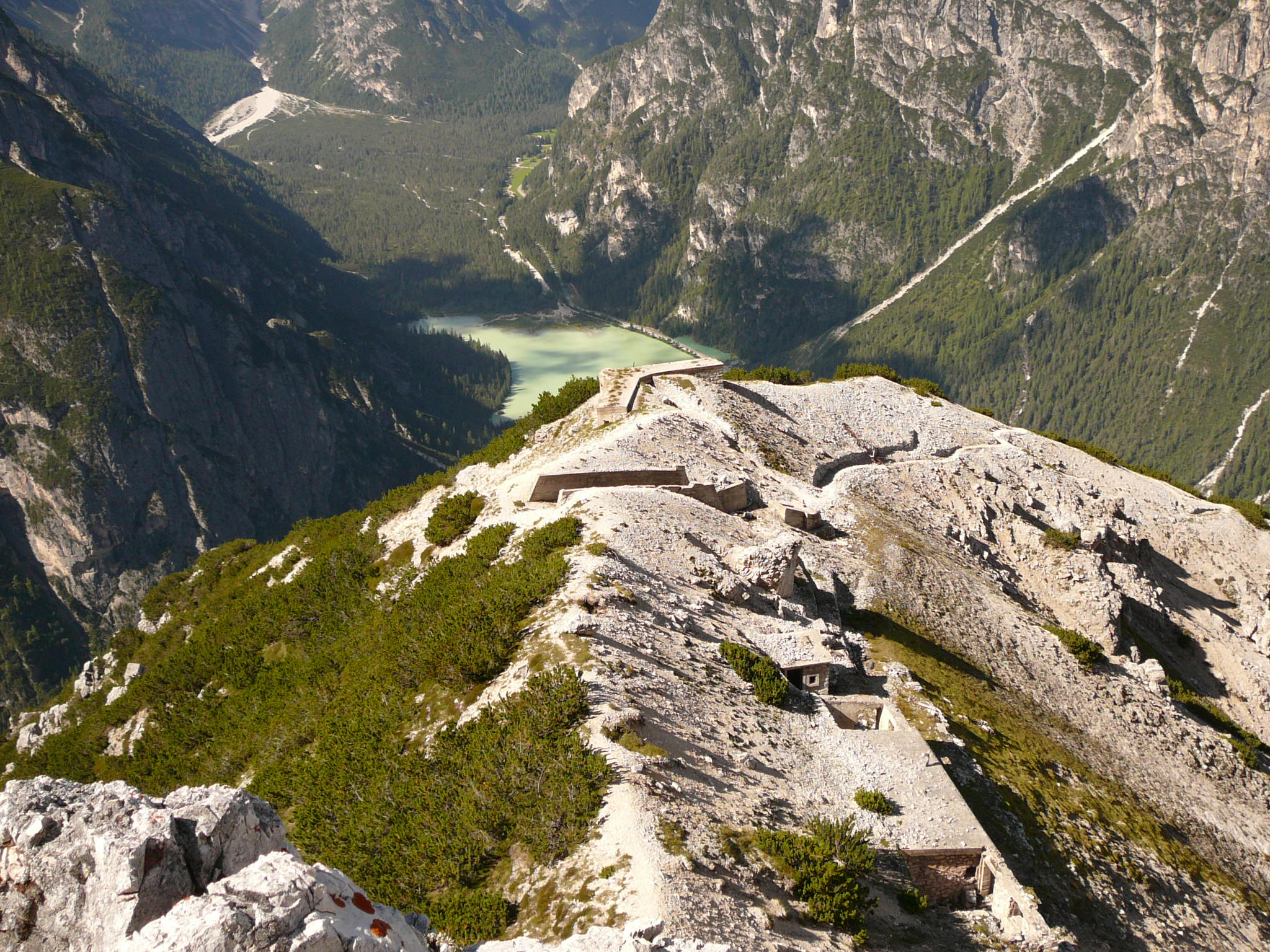
La prima casermetta vista dall'alto

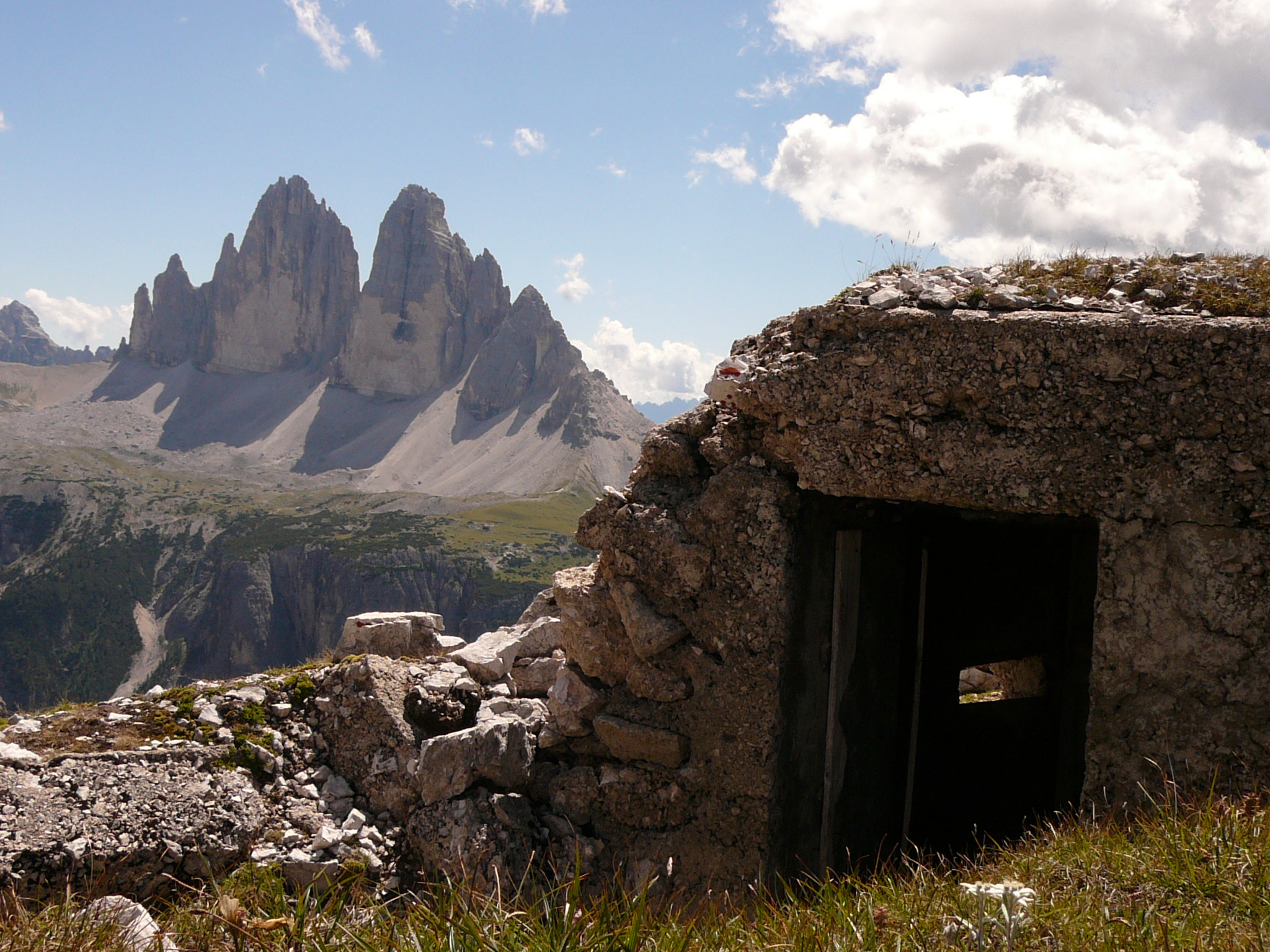
I baraccamenti che si trovano in cima, con una vista sulle Tre Cime di Lavaredo

Il monte Rudo (Rautkofel in tedesco) è una montagna delle Alpi alta 2.826 m. che si trova nel territorio comunale di Dobbiaco, a est della val di Landro, in Alto Adige. La cima è inserita nel Parco naturale Dolomiti di Sesto. È composto da più cime tra cui: Teston di Rudo (Schwalbenalpenkopf, 2.607 m), monte Rudo-ovest (Westlicher Rautkofel, 2.737 m), monte Rudo di Mezzo (Mittlerer Rautkofel, 2.608 m) e monte Rudo-grande (Großer Rautkofel, 2.826 m).

## Storia
Nel corso della prima guerra mondiale, il monte Rudo era collocato in posizione leggermente arretrata lungo la linea di confine tra il Regno d'Italia e l'Impero austro-ungarico, precisamente si trovava alle spalle del monte Piana, un monte duramente conteso durante il conflitto, che causò 14.000 vittime.
Il monte Rudo assieme al Col di Specie e alla Torre dei Scarperi, formava una fortissima muraglia di artiglieria, che godeva di un'ottima panoramica sulle cime circostanti.
Dal monte Rudo il mattino del 24 maggio 1915, il primo giorno di guerra, venne sparato il primo colpo di cannone per questo settore. Alle ore 8.30 un cannone sparò dal monte Rudo verso il monte Piana, segnando la sorte di due alpini: il sergente Apigalli da Sospirolo e l'alpino De Mario da Costalissoio e due feriti intenti al completamento della rotabile Misurina-Monte Piana. Subito dopo, altre bombe provenienti dal monte Rudo, colpirono il centro di Misurina e la forcella Lavaredo, che era presidiata dalla 75ª compagnia del "Cadore".

## Accesso
Il monte è accessibile da un unico sentiero, che più che un sentiero è classificato come una traccia di sentiero, solitamente non segnalata sulle cartine topografiche.
La via per la cima parte da dietro la parte alta del forte di Landro, su una vecchia mulattiera militare, che è stata lasciata in totale abbandono da dopo la fine della prima guerra mondiale, si è quindi ristretta a un piccolo sentiero a causa delle frane e intemperie di quasi un secolo.
Questa traccia segue sempre un andamento a zig-zag per una sessantina di svolte che non lasciano dubbi sulla via da intraprendere, né risulta troppo impegnativa.
Lungo il sentiero si possono trovare alcune tracce risalenti al conflitto, alcune lungo la via, altre più nascoste nella foresta.
Dopo due ore di cammino mai troppo impegnativo, si arriva ad una prima casermetta, dove si trova anche l'arrivo e la sua successiva ripartenza di una linea teleferica.
Da qui, passando sul tetto della casermetta inizia la seconda tratta della via, totalmente differente dalla parte fin qui percorsa; è su una veramente flebile traccia di sentiero che dapprima sale in quota e poi traversa la parete con una cengia. Tutta questa seconda parte è tuttavia estremamente franosa, è quindi percorribile solo da un escursionista esperto, con passo deciso, equilibrio e buon senso di orientamento, che fortunatamente è aiutato dalla presenza di alcuni ometti di sassi, i quali aiutano a ritrovare la traccia del vecchio sentiero di guerra.
Questa seconda tratta porta all'arrivo in cima della teleferica, dove si trovano alcune baracche e appostamenti, oltre che a una spettacolare panoramica che spazia su monte Paterno, Croda dei Toni, Tre Cime di Lavaredo, monte Piana, monte Cristallo e Croda Rossa d'Ampezzo, insomma molte delle cime più note delle Dolomiti e della Grande Guerra. Sono inoltre visibili due laghi: il lago di Landro da cui grossomodo si è partiti e il lago di Misurina.
Dal punto fin qui raggiunto, probabilmente è possibile proseguire su altri sentieri. Un altro giro possibile è quello di raggiungere la vetta del Teston di Rudo, per poi scendere attraverso la val Bulla.